# 두산매거진

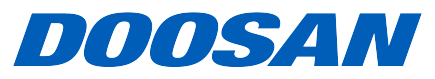

두산매거진(Doosan Magazine)은 서울 강남구 논현동에 위치한 콘데 나스트 퍼블리케이션즈의 라이선스 매거진 회사이다. 보그, 지큐, 보그걸, 얼루어, 더블유, 지큐 스타일을 발행하고 있다.
두산매거진은 1996년 대한민국 패션 매거진 시장에 <보그> 론칭을 시작으로 대한민국 패션산업 발전에 기여했다. 또한, 대한민국 최초로 매거진을 IPTV로 서비스하고 있으며 패션/뷰티 전문가들이 즐겨 찾는 사이트 Style.com의 한국판을 선보이는 등 대한민국 내 트렌드와 스타일을 이끄는데 중요한 역할을 차지한다.

## 연혁
- 1996년 8월 1일 창립
- 1996년 보그 코리아(Vogue Korea) 발간
- 2001년 GQ 코리아(GQ Korea) 발간
- 2002년 보그걸(Vogue Girl) 발간
- 2003년 얼루어 코리아(Allure Korea) 발간
- 2005년 더블유 코리아(W Korea) 발간
- 2009년 스타일닷컴(STYLE.COM) 개설
- 2012년 GQ 스타일(GQ Style Korea) 발간

## 발간 잡지
- 보그 코리아 (Vogue Korea)
- 지큐 코리아 (GQ Korea)
- 얼루어 코리아 (Allure Korea)
- 더블유 코리아 (W Korea)